# Sabrina Gonzalez Pasterski
Sabrina Gonzalez Pasterski (nascuda el 3 de juny de 1993) és una física americana de Chicago, Illinois que estudia Teoria de cordes i Física de partícules.
Es descriu a si mateixa com "una orgullosa cubana-americana de primera generació i alumna de les escoles públiques de Chicago." Va completar els seus estudis universitaris a l'Institut de Massachusetts de Tecnologia (MIT) i és actualment estudiant de postgrau a la Universitat Harvard.
Pasterski ha fet contribucions en el camp de memòries gravitacionals. És coneguda pel seu concepte de "el Triangle," el qual connecta diverses idees del camp de la física.

## Guardons
- 2010, Illinois Aviation Trades Association Industry Achievement Award
- 2012, Scientific American 30 under 30[2]
- 2012, Lindau Nobel Laureate Meetings Young Researcher[2]
- 2013, MIT Physics Department Orloff Scholarship Award[6]
- 2015, Forbes 30 under 30[7]
- 2015, Hertz Foundation Fellowship[8]